# Faux Amis (Les Simpson)
Faux Amis (France) ou Je voudrais revoir les mères (Québec) (Moms I'd Like to Forget) est le 10e épisode de la saison 22 de la série télévisée Les Simpson.

## Synopsis
Alors que les élèves de CM1 et CM2 font une partie de balle au prisonnier, Bart se rend compte qu'un des élèves de CM2 a la même cicatrice que lui sur la main. Perplexe, Bart cherche à en découvrir la raison ce qui le mène à Marge qui lui explique que sept ans plus tôt, elle faisait partie d'un club appelé Les mamans cool qui organisait des « rendez-vous jeux » avec leurs enfants. Nostalgique de cette époque, Marge décide de réintégrer ce club, mais lorsque les « rendez-vous jeux » de Bart cessent d'être marrants, ce dernier va essayer de rompre définitivement avec ce club et Marge se souviendra alors pourquoi elle l'avait quitté la première fois...